# Eivät enkelitkään ilman siipiä lennä
Eivät enkelitkään ilman siipiä lennä è il secondo album in studio del duo musicale finlandese Maustetytöt, pubblicato il 13 novembre 2020 su etichetta discografica Is This Art!.
È stato il disco in vinile più venduto dell'anno in Finlandia.

## Tracce
1. Eivät enkelitkään ilman siipiä lennä – 3:15
2. Ne tulivat isäni maalle – 2:47
3. Taksilla Vaalaan – 3:32
4. Syntynyt suruun ja puettu pettymyksin – 3:53
5. Jos jäisin onnibussin alle – 4:10
6. Jos mulla ei ois sua, mulla ei ois mitään – 3:56
7. Äiti älä huoli – 3:27
8. Tee se itse – 3:29
9. Jos vain pääsisin pääsi sisälle – 3:31
10. Vuoden pimein yö – 3:25

## Classifiche
| Classifica (2020) | Posizione massima |
| ----------------- | ----------------- |
| Finlandia         | 2                 |